# 昆真由美
昆 真由美（こん まゆみ）は、日本の作詞家。

## 概要
2013年ビクター音楽カレッジ卒業。作詞・作詞講師・執筆活動を行う。
オンラインミュージックスクール「オトマナビ」で作詞添削コースを担当するほか、LYRICSROOMで作詞ワークショップを定期的に実施している。

## 主な作詞提供作品（アーティスト別）

### J-POP
アイドル諜報機関LEVEL7
- 夏色ピアス

暁月凛
- 砂時計

AsteRisM⁂
- Orange Glass
- Love More Than Love
- Why not!?

石川ひとみ
- ベリバービリバー
- さよならの雨

市川太一
- 愛の一粒

笑顔ぱんち
- 太陽と入道雲

大城あかり（はるかなレシーブ)
- Do Your Best!

おちゃめモンスター（夏目亜季・櫻井ななこ）
- ニジイロ☆メモリアル

鬼頭明里
- Fly-High-Five![4][5]
- Star Arc[6]

KING∞RAGE
- メタモルフォーゼ

上月せれな
- Higher and Higher!

コレって恋ですか？
- ピヨったって無限ループ

Colon:y
- The First Planet

ごちゃすと
- マイスタイル[7]
- Love Emperor

崎山つばさ
- 桜時雨

Sadistic★Candy（Lapis Re:LiGHTs）
- ポジティブ★パラダイス[8]

Shuta Sueyoshi（末吉秀太）
- Shall We!!
- HACK（末吉秀太と共作）

"Show You" from 男子力向上委員会（永野由祐・小松昌平）
- Oath

スクランブルガム
- アフォガート・ラブ[1]

チャン・グンソク　
- 淡い雪のように

てぃんく♪
- 愛が止まらない

友近890(やっくん)
- 君の瞳に僕がいて
- 月に翔けるメロディー

Dolce Misto
- プリンパーティー！

NiziU
- SWEET NONFICTION（映画『恋わずらいのエリー』主題歌）

根本もね
- サマーダイアリー

原宿駅前パーティーズNEXT（LiKE）
- ラブセンセ―ション

- Driving My Love!

パンキング隊
- すすめ！JIMOTO行進曲(マーチ)
- おとなとこどものエトセトラ

B2takes!!
- club I.W.A!!

Pinafa
- はーと♡まじっく

ピュアリーモンスター
- Secret Story

Hey!Mommy!
- START RUSH!!

放課後ラブレター
- トキメキ☆シンデレラ

優月心菜
- 恋の冬支度

夢色fantasy
- ENJOYサマー!!

ゆるっと革命団
- 手のひらに書いた迷路

YOKOHAMA男子
- 片想い真っ最中！

RICE-HEART 
- SAKE Recommend!!
- 優柔不断ダーリン！

Rush×300
- xxHolic Crazy Cat
- フルスロットル〜psycho Rabbit〜

### K-POP
INFINITE
- Between me&you –Japanese Ver.-（日本語訳詞）[9]

チャン・グンソク　
- 淡い雪のように

JUNHO (From 2PM)
- Crush

T1419
- Dracula –Japanese Ver.-（日本語訳詞）

### ゲーム作品
ダンキラ!!! - Boys, be DANCING! -（コナミデジタルエンタテインメント）
- PAYA♡PAYA

ときめきアイドル（コナミデジタルエンタテインメント）
- Strawberry Chu♡Chu

Girls Mode 4 スター☆スタイリスト（任天堂）
- トゥインクルファンタジア[12]

### アニメ作品
俺が好きなのは妹だけど妹じゃない　
- Secret Story（OPテーマ）

はるかなレシーブ
- Do Your Best!（大城あかり キャラクターソング）

Lapis Re:LiGHTs（ラピスリライツ）
- ポジティブ★パラダイス(劇中歌)

## 著書
- 『作詞入門 実例で学ぶポイントとコツ』[14]（スタイルノート）
- 『ヒット曲に学ぶ作詞の絶妙表現50《平成編》～歌詞のタイプで磨く作詞技法』（スタイルノート）

## 作詞講座、ワークショップ

### MUSIC PORT JAPAN（MPJ）（2014年～）
第一回 歌詞の基本ルールを学ぶ（2014年7月30日）
第一回 色々な形式の歌について（2014年8月13日）
第一回 ワークショップ形式の課題発表（2014年8月27日）
MUSIC WORKSHOP　第一回（2015年1月16日）
MUSIC WORKSHOP　第二回（2015年2月13日）
MUSIC WORKSHOP　第三回（2015年3月13日）
MUSIC WORKSHOP Vol.7 ～ココロに届く歌詞を書こう！～（2015年11月11日）
MUSIC WORKSHOP～ココロに届く歌詞を書こう！～プラスアルファの作詞学～（2016年5月18日）
MUSIC WORKSHOP～2016年のヒット曲から学ぶ作詞テクニック～（2016年12月14日）
MUSIC WORKSHOP Vol.2　～ココロに届く歌詞を書こう！～（2017年3月15日）
【初級編】J-POPから読み解く作詞の基本（2017年9月12日）
昆真由美　夏の作詞講座《初級編》作詞の基本と実践ワーク ～夏だ！季節ソングを極めよう～（2018年7月28日）
夏の作詞講座《実践編》ブラッシュアップのための実践ワーク（2018年8月25日）
冬の作詞講座《初級編》～2018年振り返り！作詞のヒントを持ち帰ろう！～（2018年12月8日）
作詞講座≪第一回基礎編：歌詞の基本ルールを学ぶ≫（2019年11月12日）
作詞講座≪第二回実習編：歌詞を書いてみよう≫（2019年11月19日）
作詞講座中級～名曲から作詞のコツを学ぼう！～（2020年2月20日）
K-POP対策zoom作詞講座（2021年1月22日）
K-POP対策zoom作詞講座２（2021年4月14日）
作詞講座初級～作詞の基本を楽しく学ぼう！～（2021年5月17日）
作詞講座初級≪第2弾≫ 作詞のコツを押さえて歌詞を書いてみよう!（2021年7月27日）
作詞講座初級≪第3弾≫歌詞を書いてコトバの引き出しを増やそう！（2021年10月14日）
K-POP対策ZOOM日本語詞講座～KPOP日本語訳詞の世界を紐解こう！～初級編（2022年4月14日）
K-POP対策ZOOM日本語詞講座～KPOP日本語訳詞の世界を紐解こう！～実践編（2022年4月28日）

### 株式会社インスパイアミュージック（2017年～2018年）
心に響く歌詞を書こう！昆真由美の作詞力UPゼミVol.1　作詞の基本（2017年12月5日）
心に響く歌詞を書こう！昆真由美の作詞力UPゼミVol.2　タイトルを磨こう（2018年2月24日）
心に響く歌詞を書こう！昆真由美の作詞力UPゼミVol.3　ラブソングからひも解く「時間の組み立て方」（2018年4月7日）
作詞本読書会vol.1 好きを語ろう！コツを知ろう！（2018年6月23日）

### LYRICSROOM（2019年～）

#### 作詞ワークショップ
コンペ実践で学ぶ！作詞ワークショップvol.1 リターンズ！（2020年7月18日）昆真由美×望月ヒカリ
コンペ実践で学ぶ！作詞ワークショップvol.2（2021年1月9日）昆真由美×望月ヒカリ
コンペ実践で学ぶ！作詞ワークショップvol.3（2021年3月13日）昆真由美×柿沼雅美
コンペ実践で学ぶ！作詞ワークショップvol.4（2021年5月15日）昆真由美×佐々木淳一
コンペ実践で学ぶ！作詞ワークショップvol.5（2021年7月17日）昆真由美×望月ヒカリ
コンペ実践で学ぶ！作詞ワークショップvol.6（2021年9月18日）昆真由美×高瀬愛虹
コンペ実践で学ぶ！作詞ワークショップvol.7（2021年11月27日）割田康彦×昆真由美
コンペ実践で学ぶ！作詞ワークショップvol.８（2022年1月29日）昆真由美×押田誠
コンペ実践で学ぶ！作詞ワークショップvol.9（2022年3月26日）昆真由美×望月ヒカリ
コンペ実践で学ぶ！作詞ワークショップvol.10（2022年5月21日）割田康彦×昆真由美

#### 作曲ワークショップ
コンペ実践で学ぶ！≪詞先≫作曲ワークショップ Vol.1（2021年8月28日）割田康彦×昆真由美
コンペ実践で学ぶ！≪詞先≫作曲ワークショップ Vol.2（2021年12月15日）割田康彦×昆真由美
コンペ実践で学ぶ！≪詞先≫作曲ワークショップ Vol.3（2022年3月11日）割田康彦×昆真由美

### オトマナビ（2021年～）
作詞添削コース

## トークショー

### MUSIC PORT JAPAN（MPJ）
現役女性クリエイターの“ぶっちゃけトーク！～作詞×作曲～コラボ術！～（2018年10月9日）昆真由美×望月ヒカリ
現役女性クリエイター“曲作り生ライブ！～お題をもらって、その場でコラボで曲を作ります！～（2018年10月12日）昆真由美×望月ヒカリ
音楽生活＆コラボ曲作りの秘訣！～作詞家と作曲家の関係値～　第一回（2019年10月3日）昆真由美×望月ヒカリ
音楽生活＆コラボ曲作りの秘訣！～作詞家と作曲家の関係値～　第二回（2020年10月17日）昆真由美×望月ヒカリ

### LYRICSROOM
作詞家同士のランチョントーク！ vol.1 ～山あり谷あり作詞道～（2019年5月5日）昆真由美×前田甘露
作詞家同士のランチョントーク！ vol.2 ～溢れ出る作詞愛～（2019年5月5日）昆真由美×柿沼雅美
作詞家同士のランチョントーク！ vol.3 ～私を育ててくれた曲たち～（2020年1月26日）昆真由美×高瀬愛虹
『キャッチーなメロディの極意48』発売記念トークショー（2020年12月16日）割田康彦×昆真由美×尾登大祐
『一発で記憶に残る曲を作る! 9つのルール』 電子書籍化記念オンライントークショー（2020年12月28日）割田康彦×昆真由美×尾登大祐

## メディア出演

### ラジオ
- AKIBA伝えたい放送局「井越有彩のシンデレラ未満」（ゲスト出演：朝生眞二、空美魅、昆真由美、no_my）

- レインボータウンFM 「Happy Our Songs」[16] (パーソナリティー：田口エリ、昆真由美、割田康彦)
- レインボータウンFM 「ミュージックテラス★WANTED」ゲスト出演（パーソナリティー：割田康彦、かな。尾登大祐）
- J-WAVE「SONAR MUSIC」[17]　ゲスト出演（2023年2月6日）

### インタビュー記事
- 歌ネット　言葉の達人　作詞家：昆真由美さん [18]
- 歌ネット　今日のうたコラム【前編】『鬼頭明里さんが昇華してくれた大切なテーマ。』[19]
- 歌ネット　今日のうたコラム【後編】『歌詞って、「恥ずかしい」のか？』[20]
- 東京女子キャリア　会社員と作詞家！？ハイブリッドに自分らしくはたらく”昆さん”[21]
- NOW SARA　作詞家の昆真由美さんにインタビュー[22]
- THE TIMES　Deadline looming? This writers’ café won’t let you leave till you’re done[23]
- サイゾーウーマン　なにわ男子・西畑大吾は言葉のチョイスが個性的！　プロ作詞家が「ちゅきちゅきブリザード」を分析[24]
- サイゾーウーマン　プロの作詞家がキンプリ・永瀬廉「きみいろ」を考察！　「嫉妬するファンもいる」と語るワケ[25]